# AMX AuF1
L'Automoteur modèle F1 aussi simplement appelé AuF1 est un automoteur français de 155 mm et de 39 calibres développé au cours des années 1970 sur le châssis de l'AMX-30. Il est mis en service en 1979 pour remplacer l'AMX-13 F3 dans l'armée française et se caractérise par son système de chargement automatique.
L'AuF1 est en cours de remplacement en France par le CAESAR, mais il reste en service dans d'autres armées.

## Historique

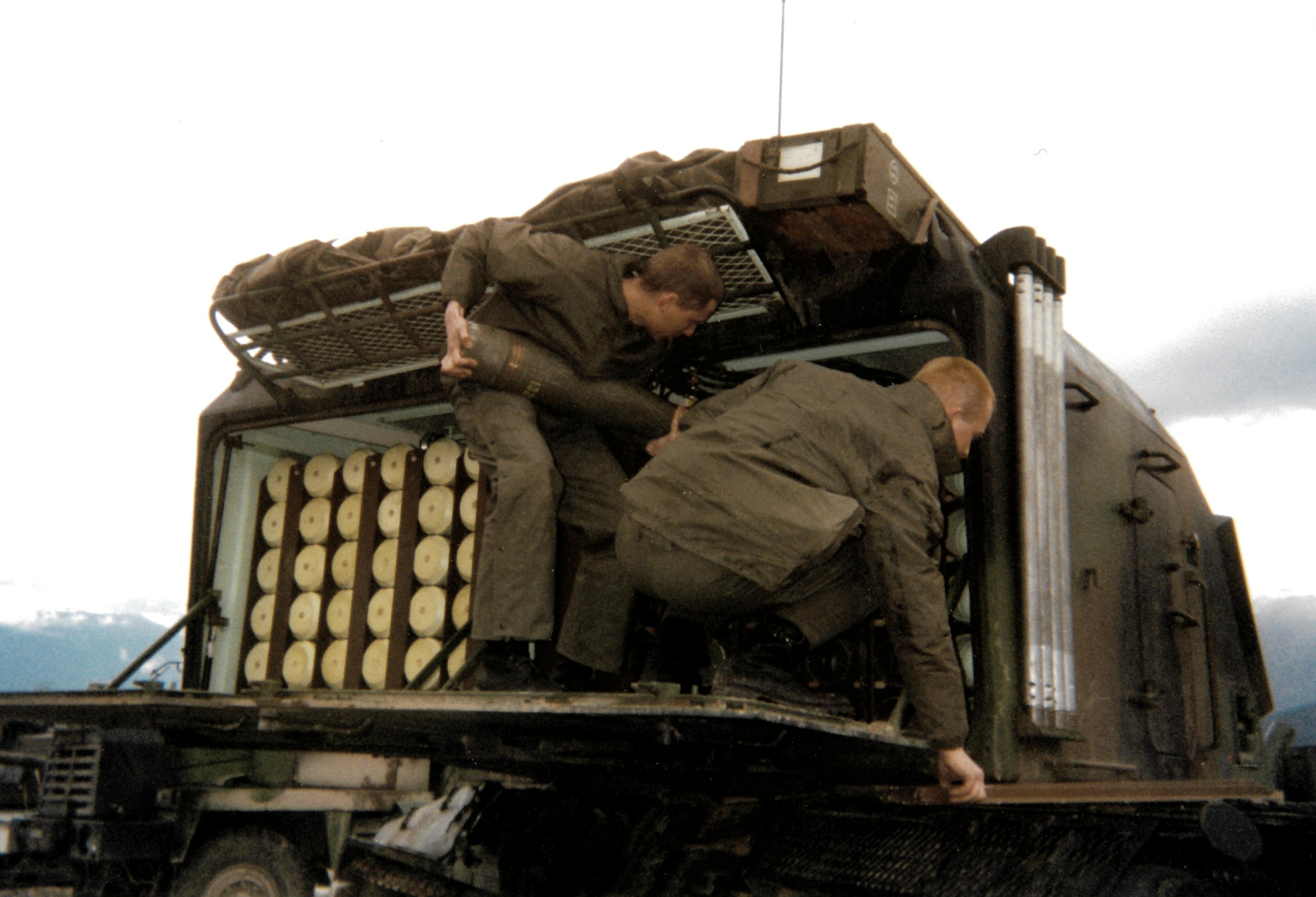
Chargement des casiers à munitions d'un AuF1 de la SFOR à Mostar en 1995/1996. Chaque obus de 155 mm pèse 42 kg ; on remarquera que les charges combustibles qui propulsent les obus sont rangées dans la partie gauche de la tourelle, coté artificier.

### Conception
L'AMX AuF1 est développé comme sucesseur au Canon de 155 mm modèle F3 automoteur (aussi appelé AMX-13 F3) pour répondre au nouveau besoin de Tir Indirect Anti-Blindés (TIAB) au cours des années 1960. En effet, l'ensemble de l'OTAN cherche alors un moyen de faire face aux masses blindées du pacte de Varsovie et perçoit le tir indirect comme une solution pouvant affaiblir l'Armée Rouge avant le contact et le combat de chars. Il remplace également l'AMX Mk 61 dont l'armement de 105 mm est considéré obsolète.
Etant donné qu'une masse de véhicules mécanisés se déplace rapidement et peut donc se disperser, le TIAB doit pouvoir tirer un grand nombre de coups très rapidement. Ainsi, l'armement de l'AuF1 doit avoir une grande cadence de tir et doit pouvoir tirer tous azimuts, la première appellation de l'AuF1 étant le 155 GCT (Grande Cadence de Tir).
L'AuF1 doit aussi suppléer aux lacunes de l'AMX-13 F3 avec la capacité de faire face aux menaces NRBC, d'avoir une meilleure mobilité et de mettre l'équipage sous blindage. Cet automoteur consiste à l'intégration du canon TRF1, alors au stade de prototype, dans une tourelle pouvant tirer à 360° montée sur un châssis d'AMX-30.
En raison de l'ambition technique du projet le développement fut difficile à mettre au point.

### Production et évolution
Le premier prototype de l'AuF1 est produit en 1972, les essais de tir étant menés en 1975 avec une fin des tests en 1976. La fabrication en série commence en 1977 et se termine en 1995 pour une entrée en service dans l'armée française en 1979,. Un total de 407 exemplaires est produit par GIAT.
L'AuF1 fut modernisé au sein de l'armée française avec cinq variantes principales destinées à améliorer les performances de l'automoteur, sans compter la modernisation au standard AuF2 qui est abandonnée.

## Caractéristiques
L'AuF1 est un automoteur de 43 tonnes constitué d'un châssis d'AMX-30 et d'une tourelle de 17 tonnes abritant un canon de 155 mm. Il est mis en service par quatre servants : un chef de pièce, un pointeur, un radio-chargeur et un pilote,. Les dimentions de l'AuF1 ont une longueur de 10,23 mètres, une largeur de 3,15 mètres et une hauteur de 3,17 mètres.

### Armement

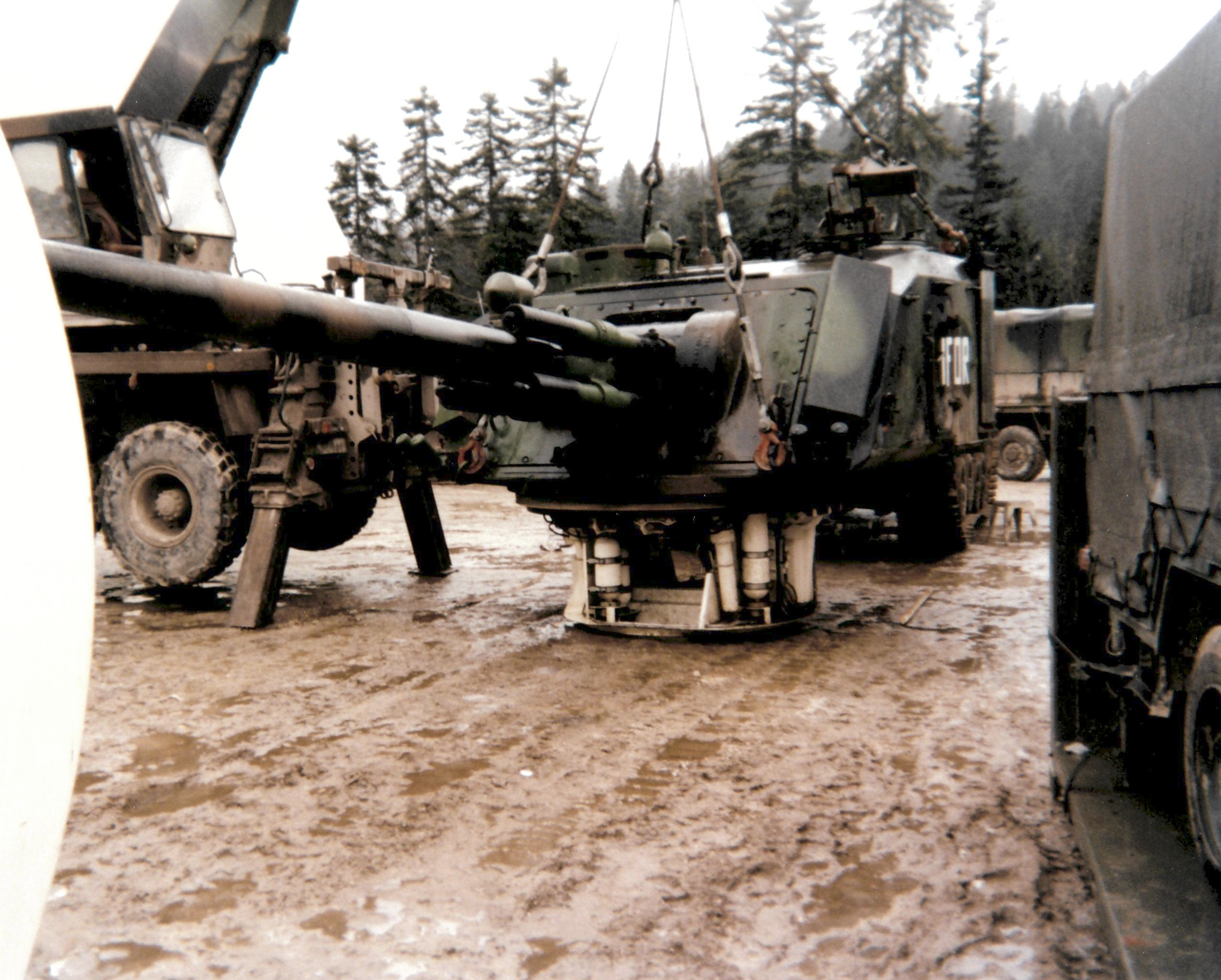
Tourelle de 17 tonnes en ordre de combat d'un canon automoteur AMX AuF1 français,

#### Canon
L'AuF1 est équipé d'un canon GCT (Grande Cadence de Tir) de 155 mm et de 39 calibre dont le pointage est assuré par un système hydraulique, même si des commandes manuelles de secours existent. Le canon est intégré dans une tourelle ayant un azimut de 360° et un débattement de -4° à 66° et est monté d'un frein de bouche à double chicane.
L'AuF1 est équipé du système ATILA (Automatisation des TIrs et des Liaisons de l’Artillerie) qui permet de synchroniser les tirs d'une batterie d'automoteurs et d'automatiser la transformation des demandes de tirs des observateurs avancés en données de tir. ATILA est remplacé par le système ATLAS (Automatisation des Tirs et des Liaisons de l’Artillerie Sol-sol) avec l'AuF1 TA, l'association de l'AuF1 avec ces systèmes d'artillerie donne un net avantage à l'artillerie française.
Le canon peut faire des tirs directs à courte distance en autoprotection.

#### Chargement automatique
Le chargement automatique de l'AuF1 est constitué de sept casiers de six obus ou de six douilles combustibles, pour un total de 42 obus et un d'un nombre équivalent de douilles combustibles. Les premiers sont rangés à droite tandis que les deuxièmes sont rangés à gauche. Cependant, la forme biseautée des bords du toit de la tourelle empêche le système de chargement automatique d'atteindre les casiers situés aux deux extrémités de la tourelle.
Le cycle de chargement commence par le choix des obus à tirer par l'équipage. Ensuite, un chariot de transfert équipé d'une pince vient se saisir de l'obus tandis qu'une autre pince saisit une douille combustible. Ces deux éléments sont dirigés vers le canon via des rails accrochés au toit de la tourelle, avant d'être mis sur une civière montée sur un bras oscillant. La civière se présente face à la culasse du canon tandis qu'un refouloir y pousse l'obus ou la douille combustible.
Ce système de chargement est d'une grande fiabilité et d'une grande sécurité, puisque c'est la douille combustible qui met définitivement l'obus à poste. Il permet de tirer des rafales de six obus en 45 secondes, mais un système semi-automatique ou manuel est possible avec le tir de trois coups par minutes.

#### Munitions et portées
L'AuF1 peut tirer toutes les munitions de 155 mm dont :
- Obus HE Mle 56 d'une portée de 22,2 km avec une vitesse initiale de 790 m/s[3]
- Obus HE à culot creux d'une portée de 23,5 km avec une vitesse initiale de 810 m/s, il s'agit de la munition normale de l'AuF1[8]
- Obus réducteur de trainée de culot d'une portée de 28 km[8]
- Obus fumigène[4]
- Obus éclairant[4]
- Obus à sous-munitions[4]

#### Armement secondaire
L'autoprotection de l'AuF1 est assurée par une mitrailleuse Browning M2 disposant de 800 cartouches dans l'armée française, bien que d'autre mitrailleuses lourdes de 12,7 mm ou légères de 7,62 mm puissent aussi être utilisés.

### Mobilité
L'AuF1 est équipé d'un moteur diesel Hispano-Suiza HS 110 de 720 ch permettant à l'automoteur d'atteindre une vitesse de 60 km/h sur route pour une autonomie de 450 kilomètres, ce qui est supérieur aux caractéristiques du M109 américain. Le moteur diesel Mack E9 de 750 ch remplace le moteur initial de l'AuF1 sur les variantes postérieures. Le réservoir de 882 litres assure une autonomie de seize heures à l'automoteur.
L'AuF1 dispose de la même manœuvrabilité que le char AMX-30, grâce à une suspension assurée par cinq galets de support associés à des barres de torsion pouvant par exemple franchir des gués de un mètre. Cependant, la vitesse sur chemin est réduite à 30 km/h. Ainsi, sa mise en batterie ne demande que deux ou trois minutes tandis que le changement de position d'une demi-portée demande environ une heure. Cependant, l'automoteur n'est pas adapté au transport aérien.

### Protection
L'AuF1 dispose d'un blindage important. Le secteur frontal a un blindage de 80 mm à 68° et 45°, les flanc ont 35 mm à 35°, l'arrière à 30 mm tandis que le toit à 15 mm. La tourelle a quant à elle un blindage à acier laminé d'une épaisseur de 20 mm. L'automoteur est protégé contre les menaces NRBC grâce à l'étanchéité de la tourelle.
Une protection active est également assurée par deux lanceurs doubles de fumigènes DREB (Défense Raprochée des Engins Blindés) placés devant la tourelle. Le compartiment du moteur dispose aussi d'un dispositif d'extinction automatique pour éviter l'incendie du moteur.

## Versions

### Versions mises en service
- AuF1 expérimental : version quasi-définitive se distinguant par un évacuateur de fumée sur le canon de 155 mm remplaçant la trappe d'évacuation de la tourelle. Cette version est constituée de six exemplaires de pré-série expérimenté en 1979 au 40e Régiment d'Artillerie, cette version est ensuite porté au standard AuF1 H[7].
- AuF1 H : version équipé d’un groupe auxiliaire de puissance à moteur Citroën[7] utilisant le moteur bicylindre Citroën AZ de 425 cm3 délivrant une puissance de 4 kW[6]. Cette dénomination est postérieur à l'apparition de l'AuF1 T et sert à les différencier[7].
- AuF1 T ou AuF1 CTI : version équipé d’un groupe auxiliaire de puissance à turbine Gévaudan (T pour turbine), d'un gyroscope[7] et d'un système de navigation inertielle (CTI pour Centrale de Tir Inertielle) SAGEM CITA 20[5], mais les distinctions extérieures avec l'AuF1 H sont mineures[7].
- AuF1 TM : version dont la tourelle est équipée du système de gestion des tirs ATLAS (Automatisation des Tirs et Liaisons de l'Artillerie Sol/sol) à titre expérimental (TM pour Tourelle Modèle expérimental). Le 40e RA est le seul utilisateur de cette version produite à 24 exemplaires[7].
- AuF1 TA : version équipée d'une Tourelle ATLAS (TA) montée sur le châssis de l'AMX-30 B2, le moteur d'origine Hispano-Suiza HS 110-2 est remplacée par une moteur Renault-Mack E9 plus volumineux nécessitant de réhausser la tourelle de 12 cm[7]. Le moteur développe 750 ch, ce qui représente un gain poid-puissance de 20%[5], tandis que le groupe auxiliaire de puissance est remplacé par des batteries tampons alimentant la tourelle en électricité quand le moteur est coupé[7]. En 2002, il est prévu de porter 104 AuF1 au standard AuF1 TA pour prolonger leur utilisation jusqu'en 2020[10], les livraisons ont lieu de 2004 à 2007[5].

### Versions expérimentales
- Panzerhaubitze GCT 155 : tourelle d'AuF1 montée sur un châssis de Leopard 1, testé par Krauss-Maffei et GIAT en 1973[11],[6].
- AuF2 : modernisation profonde de l'AuF1 proposé par GIAT Industries consistant à remplacer le canon de 39 calibres par un canon de 52 calibres pour augmenter la portée de l'automoteur et à modifier le chargement automatique pour lui permettre d'employer les charges modulaire au standard OTAN avec un système de façonnage de ces charges[7]. Un radar Doppler doit être ajouté en sortie de tube alors que les lance-fumigènes DREB doivent être remplacés par des Galix[12]. En 2002, il est prévu de porter 70 AuF1 au standard AuF2[10], cependant un seul prototype est construit à la fin des années 1990[13].
- T-72 GCT 155 : tourelle d'AuF1 montée sur un châssis de T-72, proposé par GIAT Industrie en 1992 à destination du marché indien[14],[6].
- Arjun GCT 155 : tourelle d'AuF1 montée sur un châssis d'Arjun[6].

## Utilisateurs

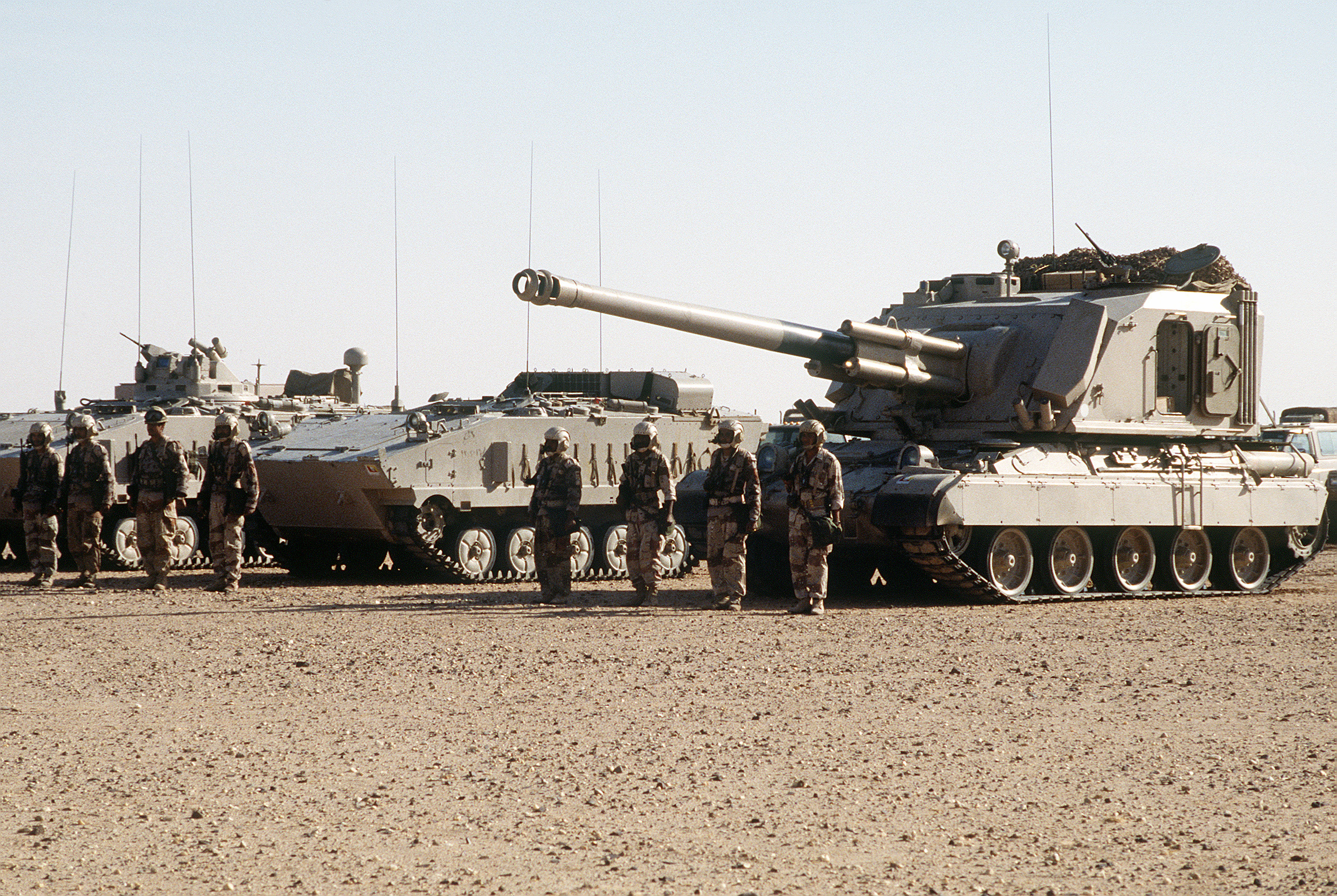
AuF1 et AMX-10P de la de la force terrestre saoudienne royale en 1991. L'AMX-10P à gauche est un véhicule d'observation de l'artillerie, celui qui est au centre est un engin adapté en PC de Batterie.

### Utilisateurs actuels
Arabie saoudite
Armée de terre saoudienne : 51 AuF1 sont livrés entre 1978 et 1980.
 Koweït
Armée de terre koweïtienne : 18 AuF1 de seconde main sont livrés par la France en 1991 juste après la guerre du Golfe dans le cadre du contrat JAHRA 1. Le contrôle de tir de ces automoteurs est assurée par un système de navigation inertielle CTI.
Les AuF1 sont mis en alerte pendant les frappes contre l'Irak en 1993, ils sont actuellement mis en réserve.

### Anciens utilisateurs
République d'Irak
Forces armées irakiennes : 85 AuF1 sont livrés entre 1983 et 1985 et mis en service dans les meilleurs unités irakiennes dont la garde républicaine. Les AuF1 irakien sont laissés à l'abandons dans le Camp Taji (en) par manque de pièces détachées françaises en raison de l'embargo imposé à l'Irak à la suite de l'invasion du Koweït, ce qui empêche leur participation à la guerre du Golfe.
 France
Armée de terre: 253 AuF1 sont livrés au total, dont 76 exemplaires avant 1985 pour équiper la majorité des régiments d'artillerie des divisions blindés. En 2013, 80 AuF1 sont en service, il ne reste plus que 32 exemplaires en service en 2016. Le 40e Régiment d'Artillerie met encore en service 21 AuF1 en 2025, bien que l'AuF1 ne figure pas dans l'inventaire officiel de l'armée de terre en 2024.
| Régiments                          |
| ---------------------------------- |
| 1e Régiment d'Artillerie           |
| 2e Régiment d'Artillerie           |
| 8e Régiment d'Artillerie           |
| 11e Régiment d'Artillerie          |
| 12e Régiment d'Artillerie          |
| 24e Régiment d'Artillerie          |
| 34e Régiment d'Artillerie          |
| 40e Régiment d'Artillerie          |
| 60e Régiment d'Artillerie          |
| 61e Régiment d'Artillerie          |
| 1e Régiment d'Artillerie de Marine |
| 3e Régiment d'Artillerie de Marine |
| 9e Régiment d'Artillerie de Marine |

Les AuF1 doivent quitter le tableau détaillant les « principaux équipements opérationnels » en 2019 en étant remplacés par des automoteurs CAESAR, bien qu'une commande de 64 CAESAR supplémentaire prévus à cet effet ait été annulée en 2013. En octobre 2015, il est annoncé que les 32 derniers AuF1 seront remplacés à horizon 2030 par 32 "CAESAR NG blindés", les AuF1 devant rester en parc jusqu'à cette date. Il est supposé que des CAESAR 8x8 remplacerons les AuF1, cependant 33 CAESAR MkII sont commandés en 2022.

## Engagements

### Guerre Iran-Irak
Lors de la guerre Iran-Irak, les AuF1 sont utilisés par les forces armés irakiennes qui les avaient spécifiquement commandés pour cette guerre. La précision et la portée de cet automoteur en font un matériel apprécié des Irakiens.

### Guerres de Yougoslavie
Lors du siège de Sarajevo, l'AuF1 est déployé au sein de la FORPRONU sur le mont Igman par le 40e Régiment d'Artillerie à partir du 18 août 1995. Le 22 août les AuF1 tirent avec succès six coups contre des mortiers serbes M75 light mortar (en) à une distance de 22 km ayant visé un poste égyptien de l'ONU,.
À la suite du bombardement du marché de Markale du 28 août 1995, les AuF1 tirent 305 obus les 30 août et 1 septembre 1995 sur un total de 1070 obus, le reste étant tiré par les L118 anglais et les Mo-120-RT français et néerlandais.
Ensuite, seize AuF1 du 1e Régiment d'Artillerie de Marine sont déployés au sein de l'IFOR puis de la SFOR, avant que huit d'entre eux ne pénètrent au Kosovo en 1999 au sein de la KFOR.

### Force intérimaire des Nations unies au Liban
Dans le cadre de la FINUL, l'armée française déploie des AuF1 au Liban entre 2006 et 2011, date à laquelle ils sont remplacés par des CAESAR dans cette mission.

## Culture populaire
- Dans le jeu vidéo War Thunder, dans la mise à jour «La Royale», l’AuF1 est ajouté dans l'arbre de recherche français en tant que canon automoteur[33].
- Dans le jeu vidéo Conflict of Nation : World War III, l’AuF1 est le canon automoteur niveau 1 de la doctrine européenne sous le nom GCT 155 mm.